# 光誘起力顕微鏡
光誘起力顕微鏡（ひかりゆうきりょくけんびきょう、英語:  Photo-induced Force Microscope:PiFM）は、原子間力顕微鏡とレーザー光を組み合わせた顕微鏡。

## 概要
試料と原子間力顕微鏡の探針に特定波長のレーザー光を照射することでその光波長に特に反応（誘起）する特定の材料が誘起され、材料と誘起されたAFM探針を近づけることにより、材料の相互作用が検出される。これにより10nm以下の空間分解能のケミカルイメージと1cm-1の高分解能のスペクトルが取得できる。

## 用途
- トナーの評価
- 極端紫外線リソグラフィの評価
- 各種蛍光標準試薬の組成の画像
- コラーゲン組成の画像
- 高分子ブレンド有機太陽電池組成の画像
- 分子の結合状態の観察